# All-Ireland Senior Football Championship 1950
L'All-Ireland Senior Football Championship del 1950 fu l'edizione numero 64 del principale torneo irlandese di calcio gaelico. Mayo si impose per la seconda volta.

## Risultati

### Connacht
| 16 luglio 1950 Finale | Mayo | 1-7 – 0-4 | Roscommon | Tuam |

### Leinster
| Dublino 23 luglio 1950 Finale | Louth | 1-3 – 1-3 | Armagh | Croke Park |

| Dublino 6 agosto 1950 Finale-Replay | Louth | 3-5 – 0-13 | Armagh | Croke Park |

### Munster
| 1950 Finale | Kerry | 2-5 – 1-5 | Cork |  |

### Ulster
| 23 luglio 1950 Finale | Armagh | 1-11 – 1-7 | Cavan | Clones (30.000 spett.) |

### All-Ireland Championship
| Dublino 13 agosto 1950 Semifinale | Mayo | 3-9 – 0-6 | Armagh | Croke Park (49.281 spett.) |

| Dublino 20 agosto 1950 Semifinale | Louth | 1-7 – 0-8 | Kerry | Croke Park (50.072 spett.) |

| Dublino 24 settembre 1950 Finale | Mayo | 2-5 – 1-6 | Louth | Croke Park (76.174 spett.) |